# Hagar (postać biblijna)

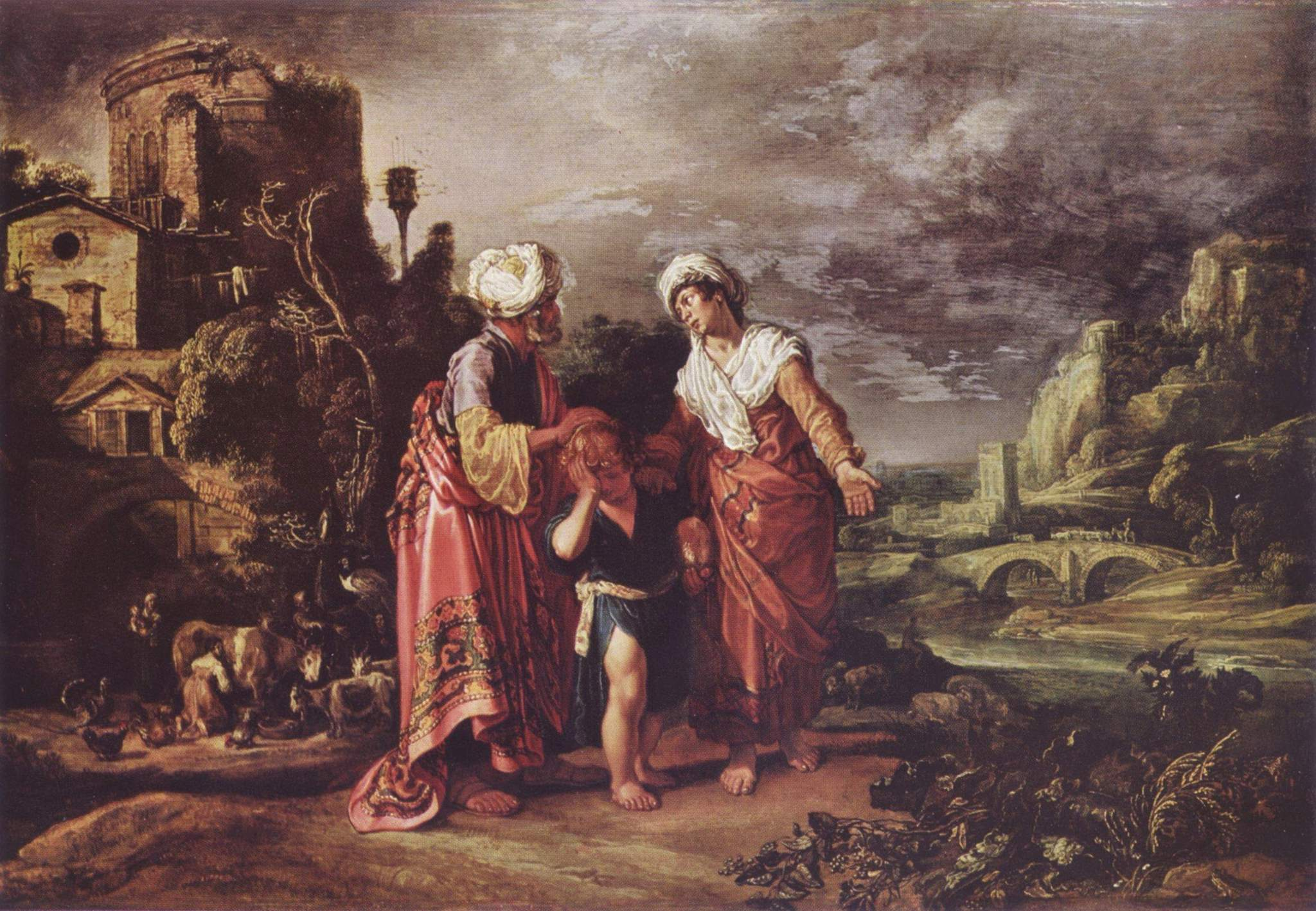
Pieter Pietersz Lastman, Odprawienie Hagar, 1612

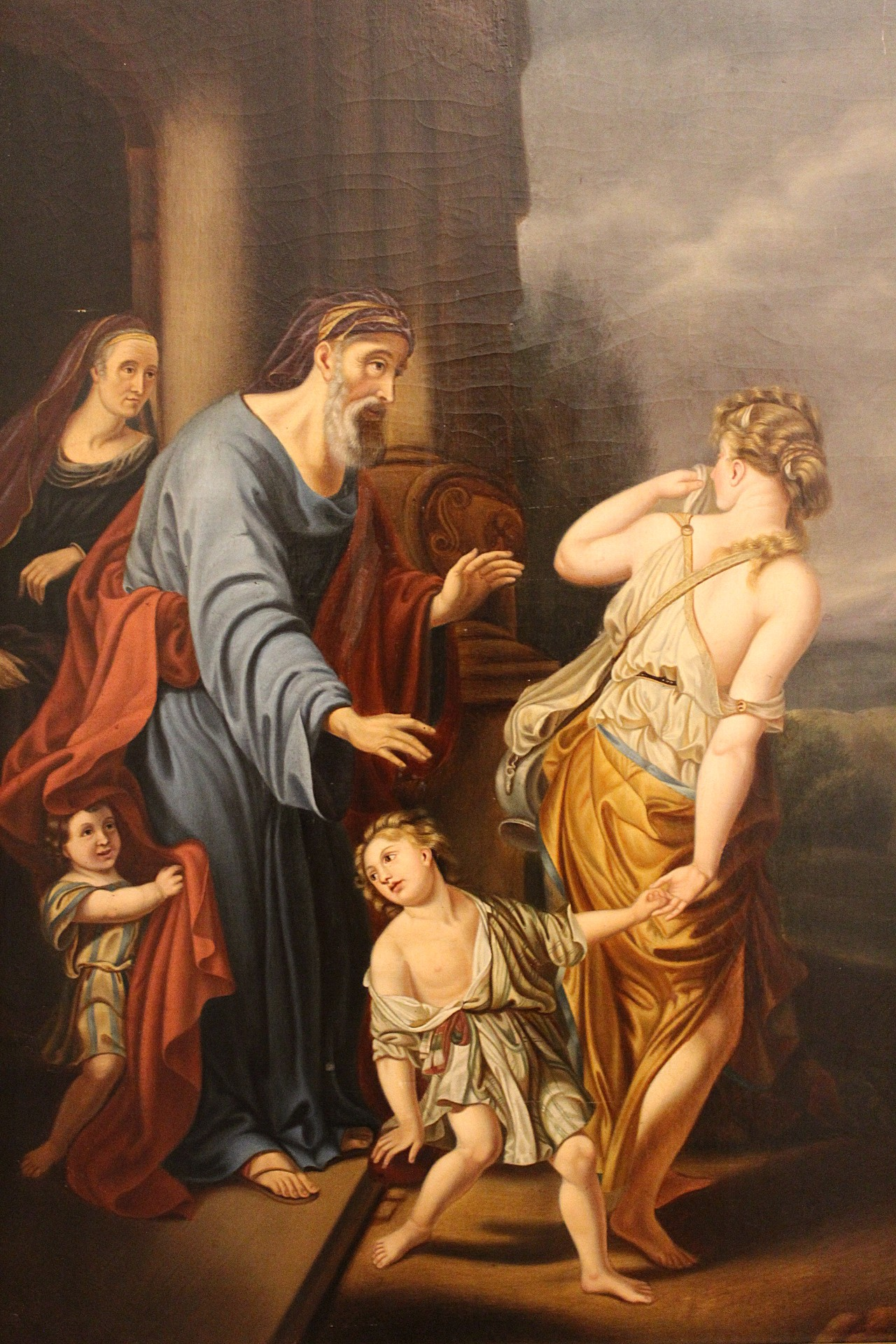
Abraham wypędza Hagar i Ismaela

Hagar (hebr. הָגָר, arab. هاجر; Hajar) – postać biblijna z Księgi Rodzaju, matka Izmaela.

## Hagar w Biblii
Była egipską niewolnicą żony Abrahama, Sary. Bezpłodna Sara oddała ją mężowi za żonę, aby urodziła mu potomka (podobny obyczaj był powszechny na starożytnym Bliskim Wschodzie, a w Biblii poświadczony jest także w historii Jakuba i jego żon). Będąc w ciąży, Hagar zaczęła odnosić się z pogardą do swojej pani. Gdy ta w odpowiedzi upokorzyła ją, uciekła na pustynię. W drodze napotkała Anioła Bożego, który polecił jej wrócić do Sary, jednocześnie przepowiadając jej liczne potomstwo i nakazując nazwać syna, który się narodzi, Izmael („Bóg słucha”), bo usłyszał Pan, gdy byłaś upokorzona. Miejsce, w którym Hagar spotkała anioła, nazwano Beer-Lachaj-Roj - „studnią widzącego i żyjącego” (Rdz 16).
W jakiś czas po narodzinach Izaaka Sara zauważyła, iż Izmael naśmiewa się z niego. Nakazała wówczas Abrahamowi wypędzić go wraz z matką. Abraham początkowo opierał się temu żądaniu, lecz pouczony przez Boga, iż Izmael stanie się wielkim narodem, dał Hagar chleb oraz bukłak wody i wygnał obydwoje na pustynię. Błąkająca się po pustyni Beer-Szeby Hagar, gdy zabrakło wody, zostawiła Izmaela pod krzewem i oddaliła się, nie chcąc oglądać jego śmierci. Objawił się jej wówczas Anioł Boży, pocieszając ją i wskazując studnię. Gdy Izmael dorósł, Hagar sprowadziła mu żonę z Egiptu (Rdz 21,9-21).
W Nowym Testamencie apostoł Paweł przywołał historię Hagar w Liście do Galatów, porównując ją do przymierza zawartego z Izraelitami pod górą Synaj (Ga 4,24).

## Późniejsza tradycja
W tradycji rabinicznej Hagar przedstawiana jest często jako córka faraona. Niektóre midrasze identyfikują ją także z Keturą, kobietą, którą poślubił Abraham po śmierci Sary.
Hagar cieszy się wielkim poważaniem w islamie jako matka Izmaela, praojca wszystkich Arabów. W Mekce koło świątyni Al-Kaba znajduje się źródło Zamzam, które według tradycji wytrysnęło, gdy błąkająca się po pustyni Hagar szukała wody. Podczas hadżdżu pielgrzymi szybkim krokiem siedmiokrotnie przebiegają między wzgórzami Safa i Marwa, naśladując w ten sposób poszukującą wody Hagar.
Wyznawcy bahaizmu wierzą, że potomkiem Abrahama i Hagar w prostej linii był prorok Báb.

## Hagar w sztuce
W sztuce przedstawiana często w scenie wygnania na pustynię lub spotkania z Aniołem Bożym. Po temat Hagar sięgali szczególnie chętnie malarze XVII-wieczni.